# جيمي فنسنت
جيمي فنسنت (بالإنجليزية: Jamie Vincent)‏ (18 يونيو 1975 بويمبلدون في المملكة المتحدة - 18 يناير 2022) هو لاعب كرة قدم بريطاني في مركز الدفاع. لعب مع ديربي كاونتي وسويندون تاون وكريستال بالاس ونادي بورتسموث ونادي بورنموث ونادي ميلوول ونادي والسول وهدرسفيلد تاون ويوفل تاون ونادي ألدرشوت تاون وديكوت تاون ‏.

## وصلات خارجية
- جيمي فنسنت على موقع قاعدة بيانات كرة القدم.إي يو (الإنجليزية)
- جيمي فنسنت على موقع Soccerbase.com (لاعب) (الإنجليزية)